# Mjösjön (Överluleå socken, Norrbotten, 731033-176336)
Mjösjön är en sjö i Bodens kommun i Norrbotten och ingår i Luleälvens huvudavrinningsområde. Sjön har en area på 0,252 kvadratkilometer och ligger 50,9 meter över havet. Sjön avvattnas av vattendraget Sladabäcken.

## Delavrinningsområde
Mjösjön ingår i det delavrinningsområde (731002-176356) som SMHI kallar för Ovan None. Medelhöjden är 90 meter över havet och ytan är 7,18 kvadratkilometer. Det finns inga avrinningsområden uppströms utan avrinningsområdet är högsta punkten. Sladabäcken som avvattnar avrinningsområdet har biflödesordning 2, vilket innebär att vattnet flödar genom totalt 2 vattendrag innan det når havet efter 49 kilometer. Avrinningsområdet består mestadels av skog (79 procent). Avrinningsområdet har 0,25 kvadratkilometer vattenytor vilket ger det en sjöprocent på 3,4 procent.